# Paradise Lost
Paradise Lost es una banda británica de metal gótico considerada de culto que fue formada en 1988 en Halifax, Reino Unido. Ellos se hacen llamar los padres del metal gótico y junto con sus compatriotas Anathema y My Dying Bride, pueden considerarse los creadores del subgénero conocido como Death/doom.
Irónicamente, el grupo es casi desconocido en su propio país actualmente, a pesar de ello gozaron de gran fama y popularidad a mediados de los noventa, pero en la Europa continental siguen siendo muy populares, especialmente en Grecia y Alemania, Aunque también se les considera pioneros en el género gothic doom, durante toda su carrera han desconcertado a fanes y críticos con su perpetuo gusto por la reinvención y experimentación musical, su deseo por trabajar con productores de otros géneros musicales y un rechazo a repetirse a sí mismos por miedo al estancamiento.

## Historia

### Unos chicos de Yorkshire (1989-1992)
Después de su fundación en 1988, los miembros de la entonces banda de Death/Doom Paradise Lost, deciden publicar su primer disco titulado Lost Paradise, curiosamente, este álbum fue bien recibido por la escena underground del death metal que florecía por aquel entonces; junto a otras bandas de esa época como lo pueden ser Tiamat, Therion, Crematory o sus compatriotas My Dying Bride y Anathema. Este primer disco tenía sus influencias bien marcadas y definidas, por un lado los grupos base del death metal de aquel entonces (Obituary, Death, Napalm Death) y por otro lado el sonido lento y pesado característico del doom metal. 
Su primer gran golpe vendría al año siguiente ya que después de ese pequeño empujón que significó Lost Paradise (que en general pasa desapercibido entre los fanes y el propio grupo) el grupo crea el que para muchos fue y sigue siendo su mejor disco: Gothic, este álbum fue todo un éxito (a nivel underground) en Europa sobre todo porque el estilo no se podía encasillar en un estilo determinado. Es aquí donde nace el metal gótico como lo conocemos hoy en día, ya que este fue el primer disco de metal que combinó las guitarras eléctricas con elementos orquestales, voces femeninas y solos de guitarra. Es en este disco de donde se inspirarían posteriormente grupos como Tristania, Theatre of Tragedy y The sins of thy Beloved  (siendo estos 3 grupos pilares fundamentales para el hoy llamado metal gótico femenino). El disco llama la atención por las estructuras melódicas de las canciones, apoyadas sobre todo en la guitarra de Gregor Mackintosh usando incluso acústicas, empiezan a alejarse de la brutalidad y oscuridad del death para buscar un estilo propio, más melancólico, aunque todavía no se produzca el salto definitivo a nivel de sonido.

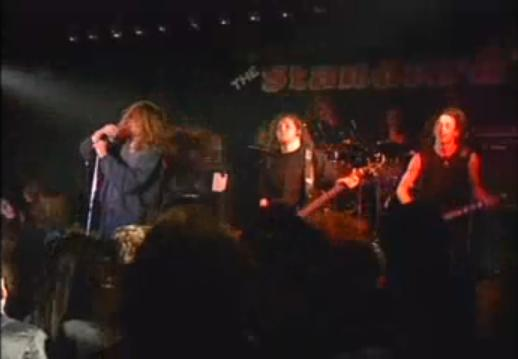
Paradise Lost tocando en 1991

 Corría el año 1992, cuando la discográfica Music For Nations absorbió a Peaceville Records, con lo que Paradise Lost pasaron a formar parte del catálogo del creciente sello británico. Paradise Lost lanzan entonces el primer disco "bisagra" de su carrera, Shades of god (1992), que los aleja aún más de la calificación death y los acerca a un estilo cada vez más personal y propio, conservando la oscuridad y las típicas melodías de guitarra de Mackintosh, aunque abrazando esta vez guitarras y batería más rápidas y con una interpretación vocal mucho más melódica que antaño de parte de Holmes. El nuevo álbum les embarcó en una gira que tuvo su momento más alto en la edición '92 del Dynamo Open Air de Holanda ante más de 30.000 personas con un gran éxito y un creciente número de seguidores por todo el mundo. Lanzan en ese mismo año el EP As I die, que utilizaba las mismas fórmulas que su anterior trabajo,

### El inicio de la experimentación (1993-1995)
Le siguió Icon, considerado por muchos como el mejor trabajo de la banda, y que supone el despegue definitivo de la banda de los sonidos Death. La voz de Nick Holmes, alejada ya completamente de sus inicios Death Metal, se muestra melódica y raspada. Lo primero que llama la atención es la cuidada estética que acompañaban al álbum, cuyo sonido es más accesible, las voces guturales desaparecen y los ritmos del resto de los instrumentos se hacen más rápidos tomando influencias directas de Metallica. Este trabajo les embarcó en una importante gira junto a Sepultura, donde cosecharon éxitos.

Después de la gira de Icon, Paradise Lost una vez más vuelven al estudio y en 1994 lanzan su siguiente EP, Seals of the sense, que le llevó durante su promoción a la mayor concurrencia en un concierto dado por la banda, ante nada menos que 70.000 asistentes en el Rock in the Ring de Nuberg (Alemania). 

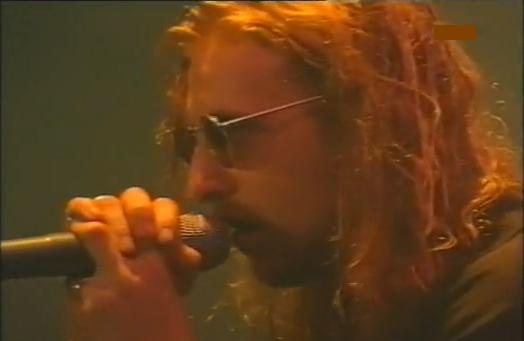
Nick Holmes junto a Paradise Lost tocando en el Bizarre Festival de 1995

A finales de 1994, el baterista Matt Archer abandona Paradise Lost y es reemplazado por Lee Morris. Este cambio se hace imperceptible en el siguiente álbum titulado Draconian Times (1995), pues el disco había sido grabado completamente por Archer antes de su marcha. El disco superó el millón de copias vendidas en todo el mundo. El sonido en este disco continuaba con la experimentación con un sonido "Thrash metal" del disco anterior, haciéndose aún más palpable, pues muchas canciones sólo contienen estos tempos rápidos, dividiéndose el disco entre canciones lentas y otras más aceleradas. Si bien las experimentaciones con voces totalmente limpias habían comenzado ya en Shades of God, no fue sino hasta este álbum donde se hacen mucho más patentes, al igual que los teclados que no sólo crean atmósfera sino que además participan como un instrumento más. Por otro lado, las guitarras limpias ocupan mucho más espacio que en discos anteriores.

### Cambio de dirección (1997-2001)

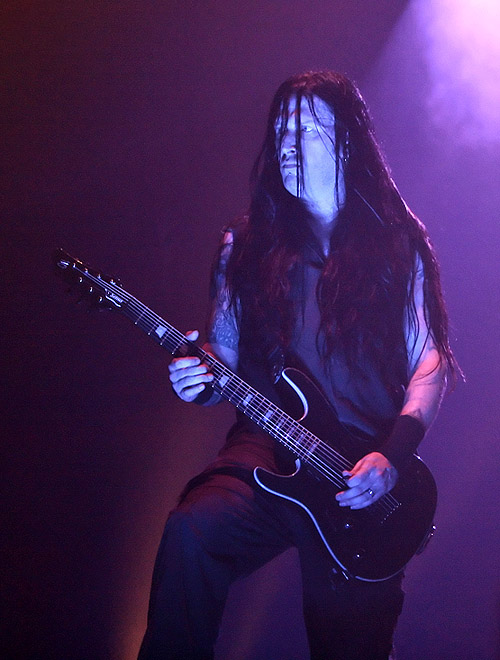
Greg Mackintosh en Vigo durante el Festival Alternavigo 2009

Para la siguiente etapa, Nick Holmes anunció cambios drásticos en las influencias y el sonido de la banda: las bases eran más roqueras, los teclados adquirían mayor protagonismo y la voz de Holmes ya era casi siempre limpia. El disco incluía dos canciones que servirían de himnos desde entonces: "Say Just Words" y la canción que le da nombre al disco, "One Second". Fue este disco el que posteriormente influenciaría a bandas como HIM, The Rasmus e incluso Evanescence. En esta misma época grupos como Tiamat, Haggard, Darkseed, Crematory, Cemetary, Therion, Sentenced, The Gathering, Moonspell, Theatre Of Tragedy, Raymond Istvàn Rohonyi o sus compatriotas Anathema y My Dying Bride dejaron de lado su faceta más "death" para adoptar ritmos más roqueros y efectos electrónicos; toda esta oleada de bandas de inicios de los noventa iniciaron nuevas etapas en esta época, algunas como Theatre of Tragedy y My Dying Bride, junto a Paradise Lost y Moonspell, regresarían a sonidos más oscuros con el paso del tiempo, mientras que otras como Therion y Haggard tomarían sonidos orquestales y los fusionarían al máximo con el metal, y otras tantas como Anathema, Sentenced y Tiamat se quedarían hasta el momento en sonidos más propios del rock con una que otra pincelada de sonido más metalero. Bandas como Cemetary y hasta hace poco Darkseed también desaparecerían; otras como Crematory, después de un breve retiro, regresarían cargadas de bases programadas y otros efectos que fusionan en sus últimos discos con un gothic metal que combina agresividad con melodía. Volviendo a Paradise Lost, en 1998 se publicó un recopilatorio con lo mejor del grupo, Reflection, en el que se traza un denominador común: lo melancólico, lo oscuro y lo gótico.
Para 1999 lanzan Host, disco donde las duras guitarras de antaño prácticamente desaparecen en favor de sonidos propios del rock más tecnológico. Este disco no fue muy bien recibido por los fanes más antiguos de la banda a pesar de la promoción llevada a cabo por EMI quienes ficharan a Paradise Lost tras el éxito que significó "One Second" ante la crítica.
En el 2001, la banda intenta recuperar un poco su antiguo sonido con Believe in Nothing, donde duros riffs de guitarra aparecían nuevamente en las canciones de Paradise Lost pero sin dejar de lado los sonidos electrónicos. El sonido general del grupo, así como la voz de Nick Holmes, nos podrían recordar un poco a los mismos Him: según la banda, este fue el último disco que presentó arreglos "pop". Así llega 2002 y, tras el escaso interés que suscitó Believe in Nothing, se edita Symbol of Life. Este fue un disco que combinó guitarras pesadas con teclados y efectos electrónicos que por momentos alcanzan ritmos industriales al estilo Rammstein ("Isolate", "Perfect Mask"), aunque también había espacio para canciones con toques más melódicos y melancólicos ("Mystify", "No Celebration") y otros cortes de carácter más épico ("Pray Nightfall"). En este disco Paradise Lost vuelven a usar voces femeninas ("Erased") y riffs que han propiciado que este disco fuera llamado el sucesor natural de Draconian Times.

### Volviendo a las raíces (2003-2007)
En el 2005, el grupo declara "volver a las raíces" y edita su décimo disco y homónimo Paradise Lost, que intenta unir las dos etapas musicales de la banda. En este disco prácticamente desaparece la electrónica dando lugar un buen disco de gothic metal como el que practican bandas como Moonspell en su disco Darkness and hope y Darkseed. En el 2007, el grupo graba un 
concierto en Londres (editado en DVD) y acaba de sacar su último disco In requiem, el cual posee un sonido que parece más bien una combinación del Draconian times y el Icon, pero aderezado con elementos que les dan un toque más elegante.

### Sintetizadores afuera, pesadez adentro (2009 en adelante)
En 2009, la banda se prepara para lanzar lo que será su nuevo álbum en estudio, que tiene por título Faith Divides Us - Death Unites Us. Es el número doce en su carrera y trae un sonido nuevo, con la particularidad de ser el primero que la banda graba con guitarras de 7 cuerdas, el cual fue grabado en los Fascination Street Studios de Örebro con Jens Bogren a cargo nuevamente de las perillas y la incorporación del ex-At The Gates y ex-Cradle of Filth Adrian Erlandsson en la batería reemplazando al anterior batería Jeff Singer. Adrian no participó de la grabación ya que el disco fue grabado por el baterista de sesión Peter Damin. Este nuevo material en estudio vio la luz en dos fechas diferentes, 28 de septiembre en Europa y 6 de octubre en Estados Unidos de América, bajo el sello Century Media y con tres ediciones distintas.

## Miembros

### Miembros actuales
- Nick Holmes - Voz
- Greg Mackintosh - Guitarra
- Aaron Aedy - Guitarra
- Steve Edmonson - Bajo

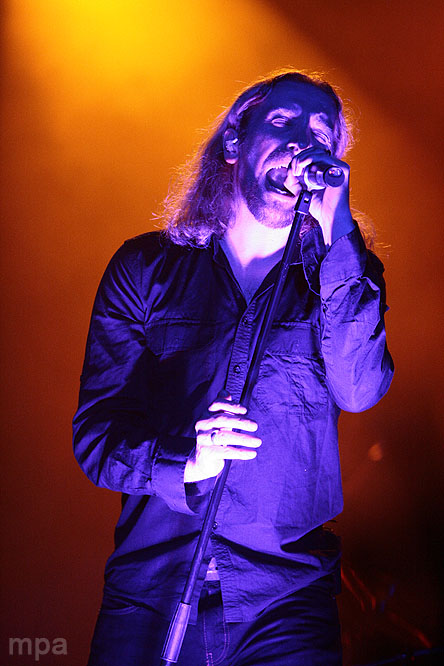
Nick Holmes en Vigo durante el Festival Alternavigo 2009

- Guido Montanarini - Batería (Live Session)

### Miembros pasados
- Matthew Archer - Batería
- Lee Morris - Batería
- Jeff Singer - Batería
- Peter Damin - Batería (Session)
- Matt Herron - Batería (Live Session)
- Adrian Erlandsson - Batería
- Waltteri Väyrynen - Batería

### Línea de tiempo
</timeline>

## Discografía

### Álbumes
- Lost Paradise - 1990
- Gothic - 1991
- Shades of God - 1992
- Icon - 1993
- Draconian Times - 1995
- One Second - 1997
- Host - 1999
- Believe in Nothing - 2001
- Symbol of Life - 2002
- Paradise Lost - 2005
- In Requiem - 2007
- Faith Divides Us - Death Unites Us - 2009
- Tragic Idol - 2012
- The Plague Within - 2015
- Medusa - 2017
- Obsidian - 2020